# 竇星
竇星，號平寰，直隸大名府大名縣人，明朝政治人物，同進士出身。

## 生平
窦星登萬曆四十年（1612年）壬子科二十二名舉人，天啓二年（1622年）壬戌科进士，授陽信縣知县，五年调寿光知縣，六年升户部主事，管旧木仓。崇祯三年升郎中，管京粮所，以治行，四年擢濟南府知府，甫至而登州兵變，窦星守御有方，得以無事。丁父艱，遂不仕。弟窦昌，己酉舉人，官南京户部主事。

## 家族
父窦生榮，字茂實，以歲貢为桐城縣學博士。